# Cacatua-negra-de-baudin
A cacatua-negra-de-baudin (Zanda baudinii) é uma espécie do gênero Zanda [en] encontrada no sudoeste da Austrália. O epíteto específico homenageia o explorador francês Nicolas Baudin. Ela tem uma crista curta no topo da cabeça e a plumagem é predominantemente preta acinzentada. Possui manchas brancas proeminentes nas bochechas e uma faixa branca na cauda. As penas do corpo são orladas de branco, dando uma aparência recortada. Os machos adultos têm um bico cinza-escuro e anéis oculares cor-de-rosa. As fêmeas adultas têm bico esbranquiçado, anéis oculares cinzentos e manchas nas orelhas que são mais pálidas do que as dos machos.

## Taxonomia e nomeação
A cacatua-negra-de-baudin foi retratada em 1832 pelo artista inglês Edward Lear em sua obra Illustrations of the Family of Psittacidae, or Parrots [en], a partir de um espécime de propriedade do naturalista Benjamin Leadbeater [en]. Lear usou o nome comum “cacatua-de-baudin” e cunhou o nome binomial Calyptorhynchus baudinii. O nome comum e o epíteto específico comemoram o explorador francês Nicolas Baudin, que liderou uma expedição à Austrália em 1801-1804. A espécie agora está incluída no gênero Zanda, que foi introduzido em 1913 pelo ornitólogo australiano Gregory Mathews.
A cacatua-negra-de-carnaby (Zanda latirostris) e a cacatua-negra-de-baudin foram classificadas anteriormente como a mesma espécie. Os nomes comuns incluem cacatua-negra-de-baudin ou cacatua-negra-de-bico-longo.
As duas espécies de cacatua-negra-de-cauda-branca da Austrália Ocidental, a cacatua-negra-de-carnaby (bico curto) e a cacatua-negra-de-baudin (bico longo), juntamente com a  cacatua-negra-de-cauda-amarela (Zanda funerea) do leste da Austrália, são aliadas no gênero Zanda. Anteriormente, esse gênero era considerado um subgênero de Calyptorhynchus [en], com a cacatua-negra-de-cauda-vermelha e a  cacatua-preta-brilhante formando outro subgênero, o Calyptorhynchus, mas devido a uma profunda divergência genética entre os dois grupos, eles agora são amplamente tratados como gêneros separados. Os dois gêneros diferem na cor da cauda, no padrão da cabeça, nos chamados de pedido de comida dos filhotes e no grau de dimorfismo sexual. Os machos e as fêmeas de Calyptorhynchus têm plumagem marcadamente diferente, enquanto os de Zanda têm plumagem semelhante.
As três espécies do gênero Zanda têm sido consideradas como duas e depois como uma única espécie por muitos anos. Em um artigo de 1979, o ornitólogo australiano Denis A. Saunders [en] destacou a semelhança entre a cacatua-negra-de-carnaby e a raça sulista xanthanotus da cacatua-negra-de-cauda-amarela e as tratou como uma única espécie, com a cacatua-negra-de-baudin como uma espécie distinta. Ele propôs que a Austrália Ocidental havia sido colonizada em duas ocasiões distintas, uma vez por um ancestral comum de todas as três formas (que se tornou a cacatua-negra-de-bico-longo) e, mais tarde, pelo que se tornou a cacatua-negra-de-bico-curto. No entanto, uma análise de aloenzimas proteicas publicada em 1984 revelou que as duas formas da Austrália Ocidental são mais intimamente relacionadas entre si do que com a cacatua-negra-de-cauda-amarela, e o consenso desde então tem sido tratá-las como três espécies separadas.

## Descrição
A cacatua-negra-de-baudin tem cerca de 56 cm de comprimento. Sua cor é, em sua maioria, cinza-escura, com uma estreita e vaga faixa cinza-clara, produzida por estreitas margens cinza-claras na ponta das penas cinza-escuras. Ele tem uma crista de penas curtas na cabeça e manchas esbranquiçadas de penas que cobrem suas orelhas. As penas laterais da cauda são brancas com pontas pretas, e as penas centrais da cauda são todas pretas. As íris são marrom-escuras e as pernas são marrom-acinzentadas. Seu bico é mais longo e mais estreito do que o da cacatua-negra-de-carnaby, parente próxima e semelhante.
O macho adulto tem um bico cinza escuro e anéis oculares rosa. A fêmea adulta tem o bico esbranquiçado, anéis oculares cinza e as manchas nas orelhas são mais claras do que as do macho. Os filhotes têm bico esbranquiçado, anéis oculares cinza e têm menos branco nas penas da cauda.
Um indivíduo atingiu a idade de 47 anos em 1996.

## Distribuição e habitat

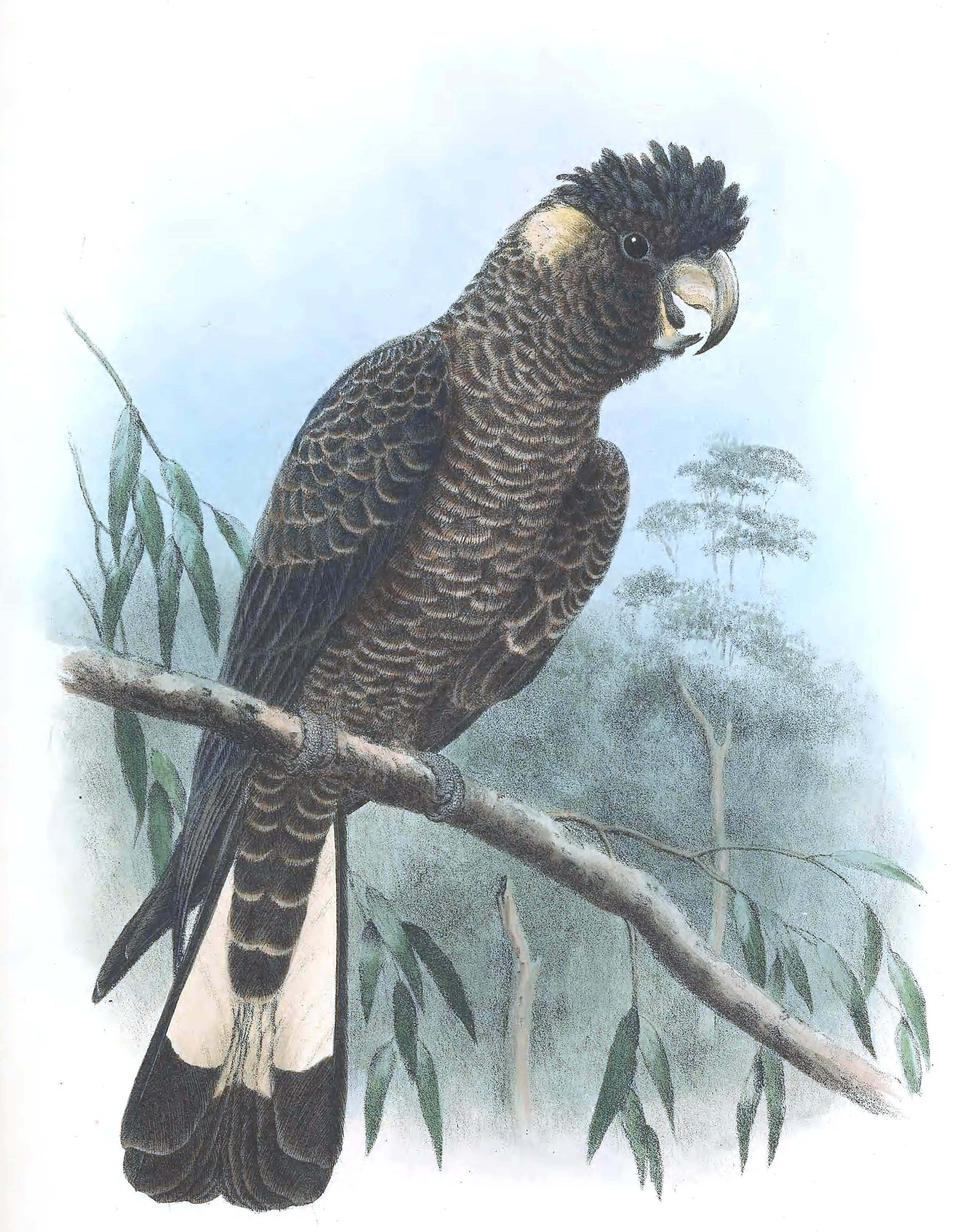
Ilustração de en, 1916-17.

A cacatua-negra-de-baudin é uma das duas espécies de cacatua-negra-de-cauda-branca endêmicas do sudoeste da Austrália, que só foram separadas taxonomicamente em 1948. Ela está intimamente associada a áreas úmidas e densamente florestadas, dominadas pela Corymbia calophylla, e está ameaçada pela destruição do habitat.

## Conservação
A gama de ameaças à população em declínio, estimada entre dez e quinze mil indivíduos restantes, foi listada desde 2021 com o status de conservação de em perigo crítico pela IUCN.
A ave faz parte de um censo anual, a Great Cocky Count (Grande Contagem de Cacatuas), que é realizada todos os anos desde 2009 para acompanhar a mudança populacional das cacatuas-negras-de-baudin e de outras cacatuas-negras.
Os locais identificados pela BirdLife International como importantes para a conservação da cacatua-negra-de-baudin são Araluen-Wungong, Gidgegannup, Jalbarragup, Mundaring-Kalamunda, North Dandalup, Stirling Range e The Lakes.

## Galeria

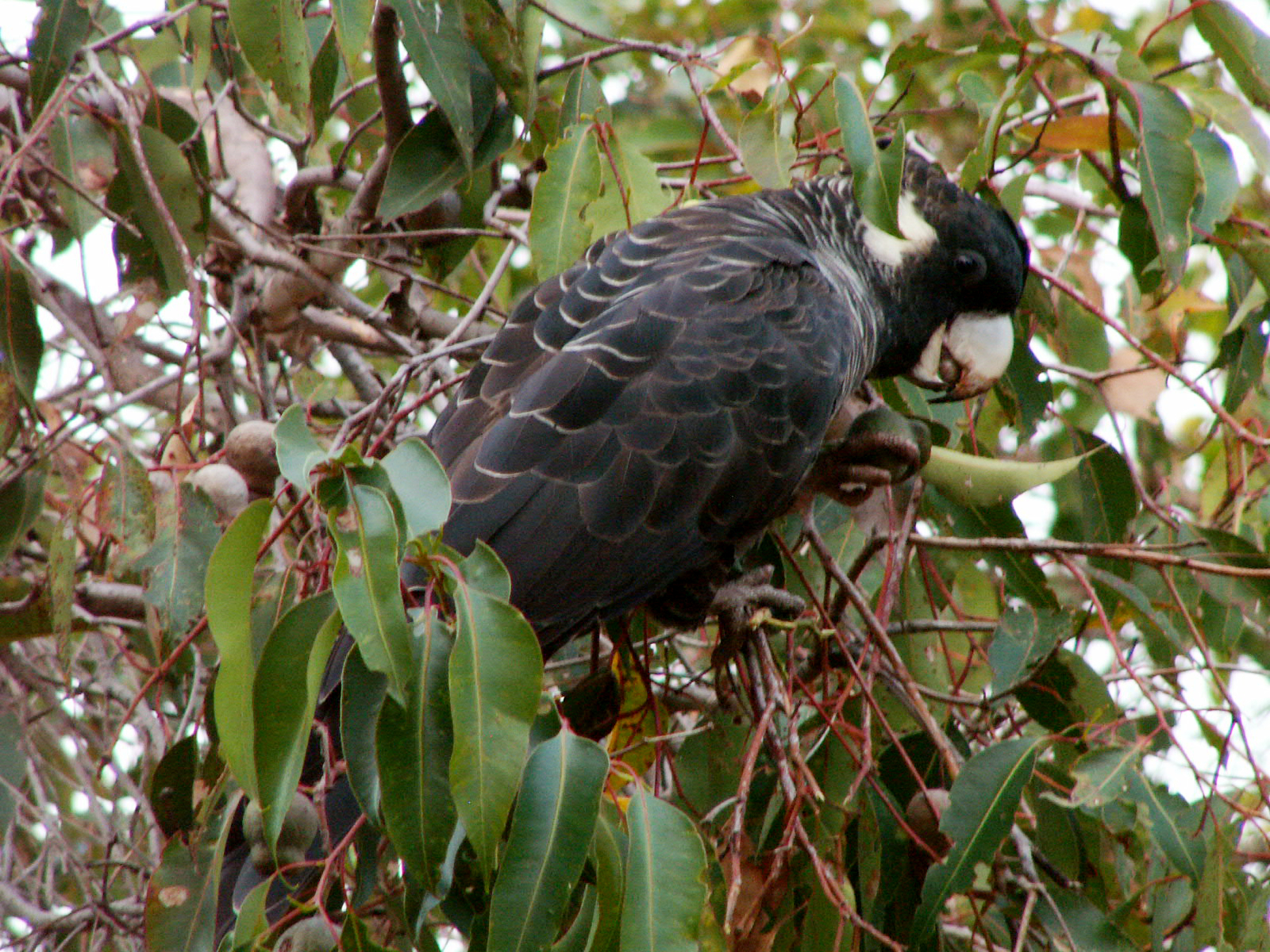
Fêmea.
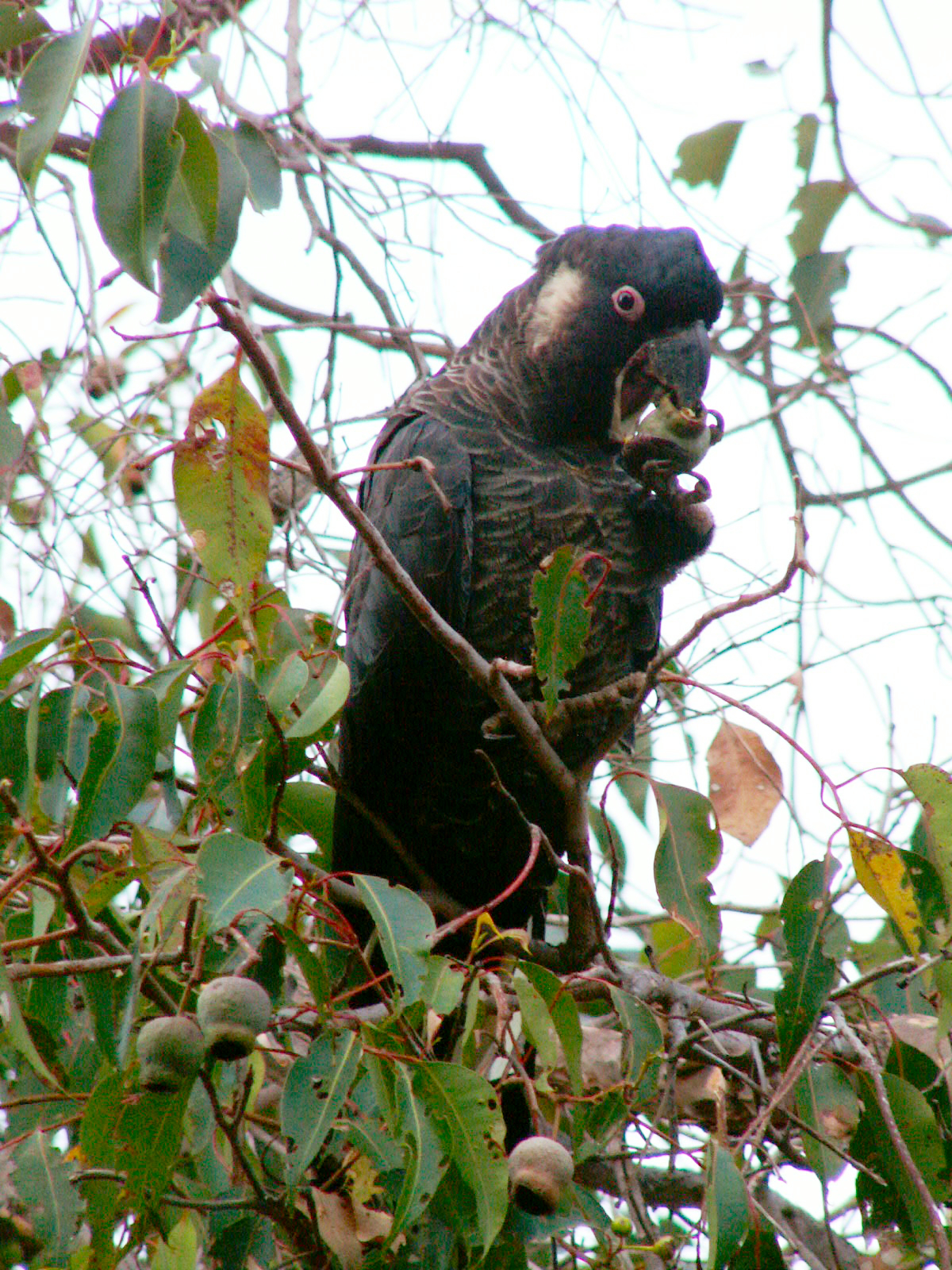
Macho no rio Margaret, Austrália Ocidental.
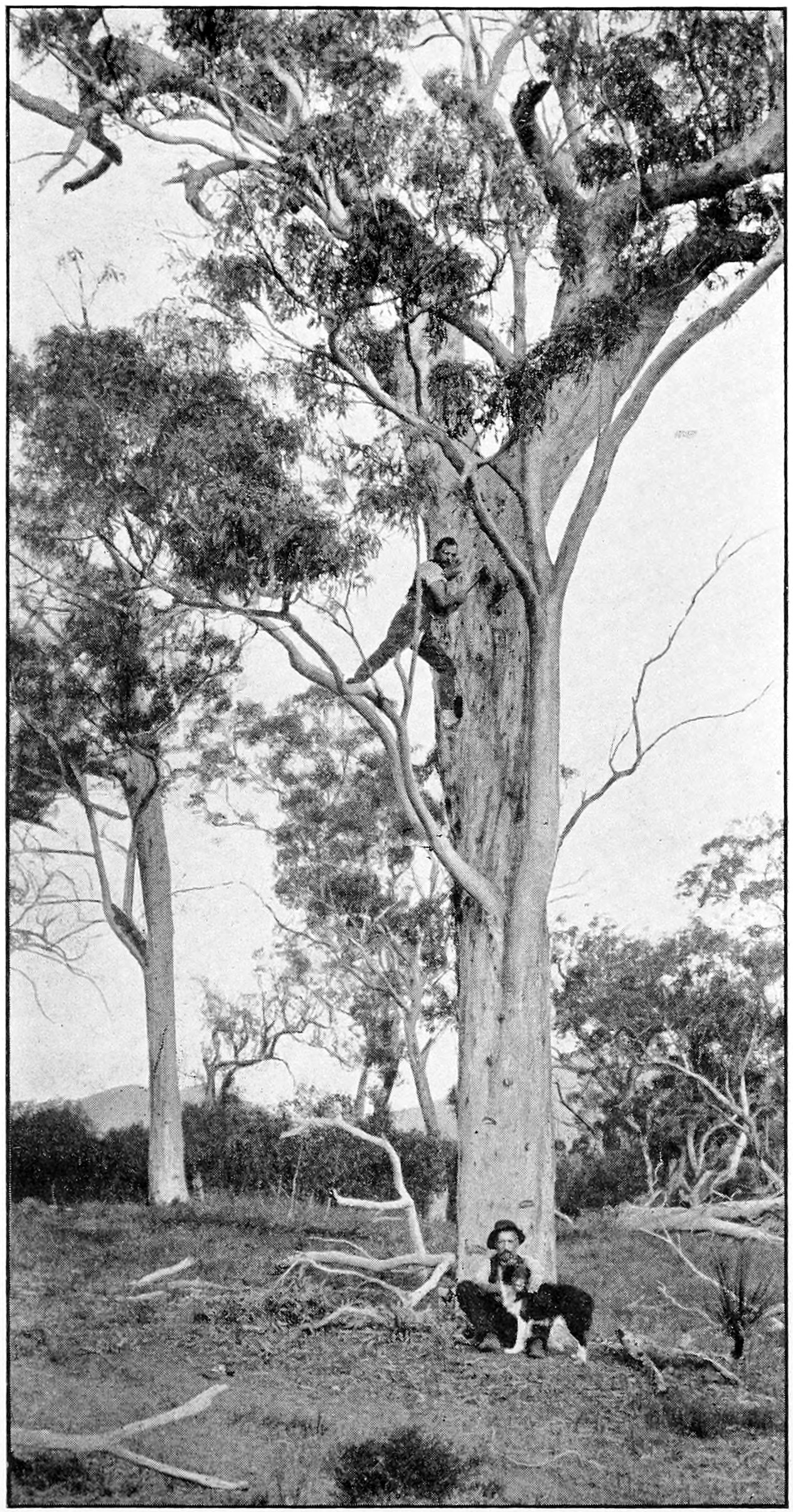
Foto de machos fazendo ninho em uma grande árvore, Emu, 1903.

## Textos citados
- Forshaw, Joseph M (2006). Parrots of the World; an Identification Guide. Ilustrado por Frank Knight. [S.l.]: Princeton University Press. ISBN 0-691-09251-6